# 田王孙
田王孙（？—？），西汉经学家。梁郡砀县（治今河南省永城县东北）人。

## 生平
田王孙是汉初著名《易经》学者丁宽的学生，丁宽是田王孙的同郡儒者。施讎为童子时，从田王孙学习《易经》。田王孙后为博士，教授弟子施雠、孟喜、梁丘贺，三人均成一家之学。从此后，《易经》有施、孟、梁丘之学，成为汉《易》田氏派重要传人。